# بهارستان (روزنامه)
بهارستان نام یکی از مطبوعات استان فارس در دوران قاجاریه است.
این روزنامه از سال ۱۳۳۸ هـ.ق به وسیله حبیب‌الله نوبخت در شیراز به چاپ رسیده است.